# Мастнак, Тим
Тим Мастнак (словен. Tim Mastnak; род. 31 января 1991, Целе) ― словенский сноубордист, выступает в параллельном гигантском слаломе. Серебряный призёр зимних Олимпийских игр 2022 года в Пекине.

## Биография
Родился 31 января 1991 года в городе Целе (Словения).
Окончил среднюю школу Лава в Целе. Он начал свою карьеру в 2011 году, когда стал чемпионом мира среди юниоров в параллельном гигантском слаломе и занял 4-е место в параллельном слаломе. Свою первую победу на Кубке мира одержал 10 марта 2018 года в параллельном гигантском слаломе в Скуоле. Он добился двух побед в своей карьере и трижды поднимался на подиум. 
На чемпионате мира в Парк-Сити в параллельном слаломе-гиганте 4 февраля 2019 года он занял второе место.
На зимних Олимпийских игр 2022 года в Пекине Мастнак завоевал серебряную медаль в дисциплине «Параллельный гигантский слалом».